# Soséfo Makapé Papilio
Soséfo Makapé Papilio, né le 27 février 1928 et mort le 5 avril 1998 à Alo (Futuna), est un homme politique français, sénateur de Wallis-et-Futuna de 1971 à sa mort.

## Biographie
Soséfo Makapé Papilio est le fils d'un roi d'Alo, Talae Papilio. Il fait ses études à Wallis, au séminaire de Lano, puis sert dans l'armée française en Nouvelle-Calédonie de 1949 à 1956, sortant avec le grade de sergent-chef. Il devient ensuite commerçant. Il s'engage en politique, représentant Wallis-et-Futuna à la conférence du Pacifique Sud (1959, 1962), et est élu membre de l'Assemblée territoriale. De 1967 à 1971, il en est le président. Il reste élu territorial jusqu'en 1977, puis est réélu en 1982 jusqu'en 1990.
Candidat à l'élection sénatoriale de 1971 à Wallis-et-Futuna sous l'étiquette UDR (gaulliste), il l'emporte face à l'indépendant Paul Chautard et au sénateur sortant, Henri Loste, devenant ainsi le premier sénateur originaire de Wallis-et-Futuna. En 1980, il est réélu avec l'étiquette du Rassemblement pour la République face à Kamaliele Katoa, et de nouveau réélu en 1989 face à Mikaele Hoatau, candidat de la gauche.
Au sénat, « Il ne cesse de plaider en faveur du développement de son territoire », cherchant à développer les infrastructures hôtelières ou sportives, souhaitant préserver la spécificité de l'enseignement catholique. Il s'oppose à l'indépendance de la Nouvelle-Calédonie.
Il meurt noyé le 5 avril 1998 à Futuna, en tombant du quai de Leava. Il est retrouvé dans sa voiture immergée dans la mer. Son suppléant, Basile Tui, lui succède comme sénateur jusqu'aux élections sénatoriales de 1998.